# Plante protocarnivore

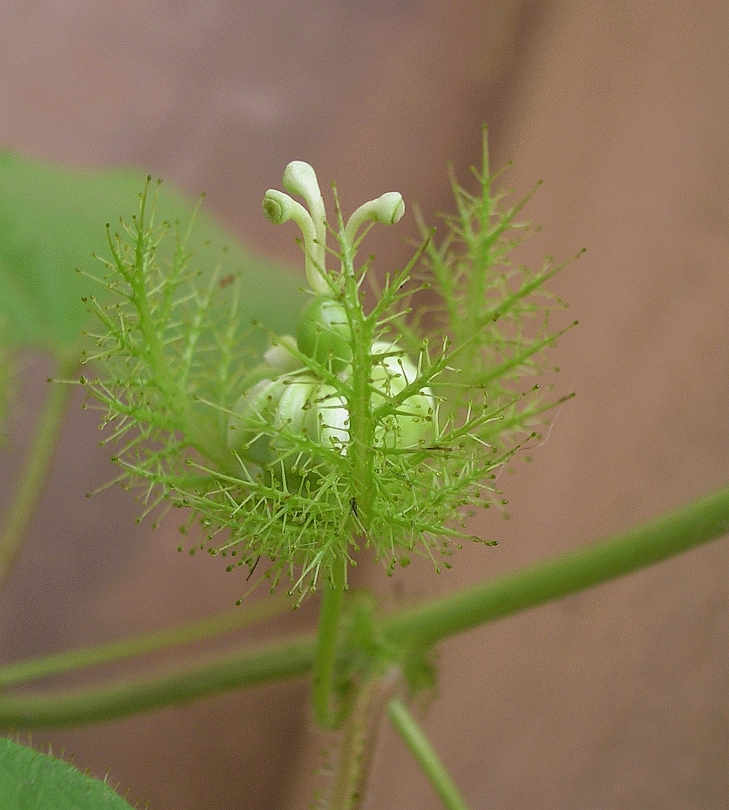
Bractées enduites de mucilage et fleur immature de Passiflora foetida, une plante protocarnivore.

Une plante protocarnivore (appelée aussi paracarnivore ou subcarnivore), est une plante capable de piéger des insectes, ou d'autres animaux, mais incapable de les digérer ou d'assimiler leurs nutriments comme le ferait une plante carnivore au sens strict. Certaines adaptations physico-morphologiques, comme les trichomes collants ou les feuilles modifiées en urne, peuvent se rapprocher de pièges de plantes carnivores confirmées.
Certains auteurs préfèrent les termes « protocarnivore » et « subcarnivore », parce qu'ils impliquent un stade antérieur à celui de carnivore, tandis que d'autres s'y opposent pour différentes raisons, notamment parce qu'il peut s'agir d'une perte secondaire d'adaptations carnivores. Le terme "paracarnivore" est préféré par Donald Schnell, auteur du livre Carnivorous Plants of the United States and Canada, parce que sa définition, moins stricte, peut inclure un grand nombre de plantes carnivores potentielles.
La démarcation entre plantes carnivores et protocarnivores est floue, puisqu'il n'existe pas de stricte définition botanique de la carnivorité, et à cause des ambiguïtés de la littérature sur le sujet.

## Observations historiques

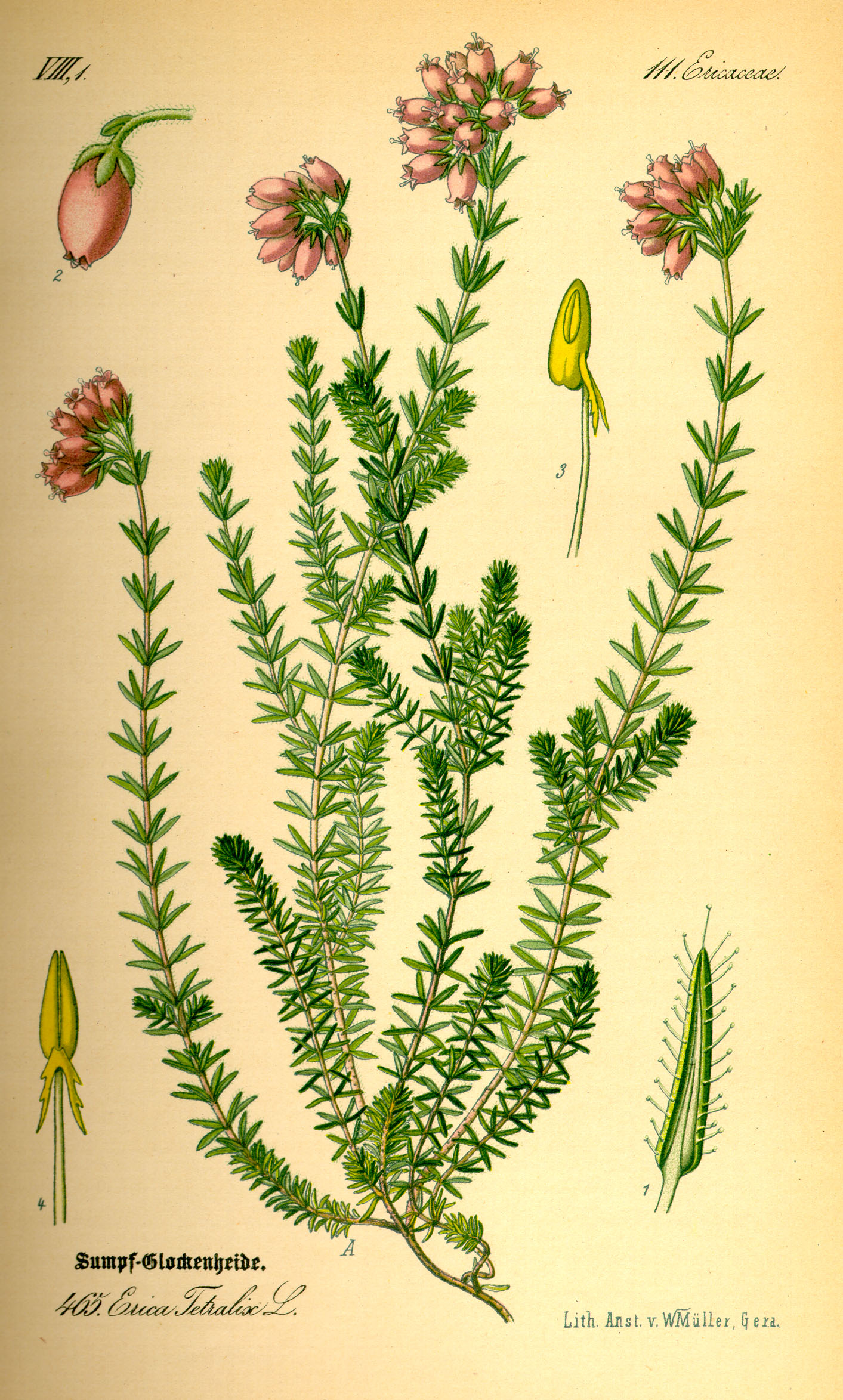
Charles Darwin a postulé quErica tetralix pouvait être carnivore

Les observations historiques du syndrome carnivore chez les espèces végétales ont été restreintes aux exemples les plus flagrants de carnivorité, comme les mécanismes actifs de captures des Droséras et des Dionées, bien que certains auteurs aient alors spéculé que certaines autres espèces puissent être carnivores sans que cela ne soit si apparent. Dans une de ses premières publications sur les plantes carnivores, Charles Darwin a suggéré qu'un certain nombre de plantes ayant développé des glandes adhésives, comme Erica tetralix, Mirabilis longifolia, Pelargonium zonale, Primula sinesis, et Saxifraga umbrosa, puissent s'avérer carnivores pour peu que quelques études approfondissent le sujet. Darwin ne fit que mentionner ces espèces, sans lui-même poursuivre ces recherches, cantonné qu'il était sur le genre Drosera. Francis Lloyd élargit cette liste d'espèces suspectées de carnivorité dans son livre traitant des plantes carnivores, en 1942, mais ces espèces et leur potentiel ne furent mentionnés que dans l'introduction. En 1981, dans une revue de la littérature, Paul Simons redécouvrit un article de journal italien provenant du début du XXe siècle et identifiant plusieurs autres espèces collant et digérant les insectes piégés. Simons fut surpris de ne pas trouver de références à ces articles dans la littérature moderne ni dans les articles sur les plantes carnivores, suggérant que la recherche avait traité l'ouvrage de Lloyd comme la seule source traitant du syndrome carnivore avant 1942.

## Définition de la carnivorité

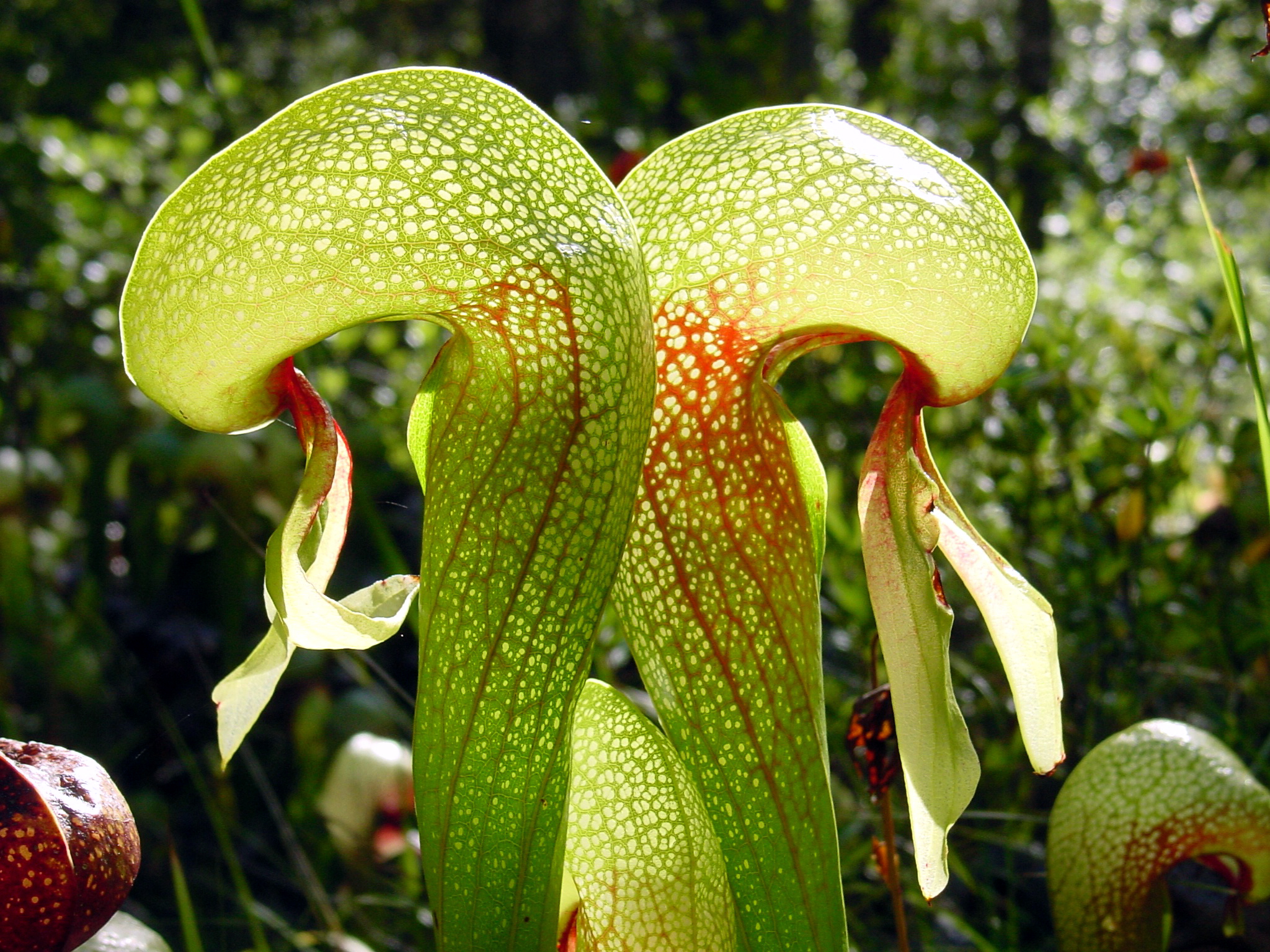
Darlingtonia californica ne produit pas ses propres enzymes.

Du débat sur les critères que l'on doit rencontrer pour considérer comme carnivore une plante sont ressorties deux propositions de définitions, l'une plus restrictive que l'autre.
La stricte définition requiert que la plante doit posséder des adaptations morphologiques qui attirent leurs proies, grâce à des leurres visuels ou olfactifs, les capturent et les retiennent (i.e. les parois glissantes de Brocchinia reducta ou les poils à contresens d'Heliamphora qui évitent les évasions), les digèrent par des enzymes qu'elle produit elle-même, et absorbe les produits de digestion par des structures spécialisées. Or le commensalisme est aussi évoqué comme la preuve d'une longue évolution de la carnivorité. Mais cette définition ne reconnait pas la carnivorité d'un certain nombre d'Heliamphora et de la Darlingtonia californica, qui utilisent des bactéries symbiotiques et d'autres organismes pour produire les enzymes nécessaires à la protéolyse.
L'autre définition diffère fortement de la première en incluant les plantes qui ne produisent pas leurs propres enzymes digestives, mais relaient cette étape à des microorganismes internes (comme Darlingtonia californica et les quelques espèces d'Heliamphora concernées). Mais les deux définitions s'accordent sur la nécessité d'une attraction active et d'une capture. Il est également important que la plante soit capable d'assimiler les nutriments issus de la digestion : même la plus large des deux définitions stipule que la plante doit bénéficier des nutriments obtenus par son adaptation à la carnivorité (i.e. augmentation de la vitesse de croissance, augmentation des chances de survie, meilleure production de pollen ou de graines).

## Un gradient de carnivorité

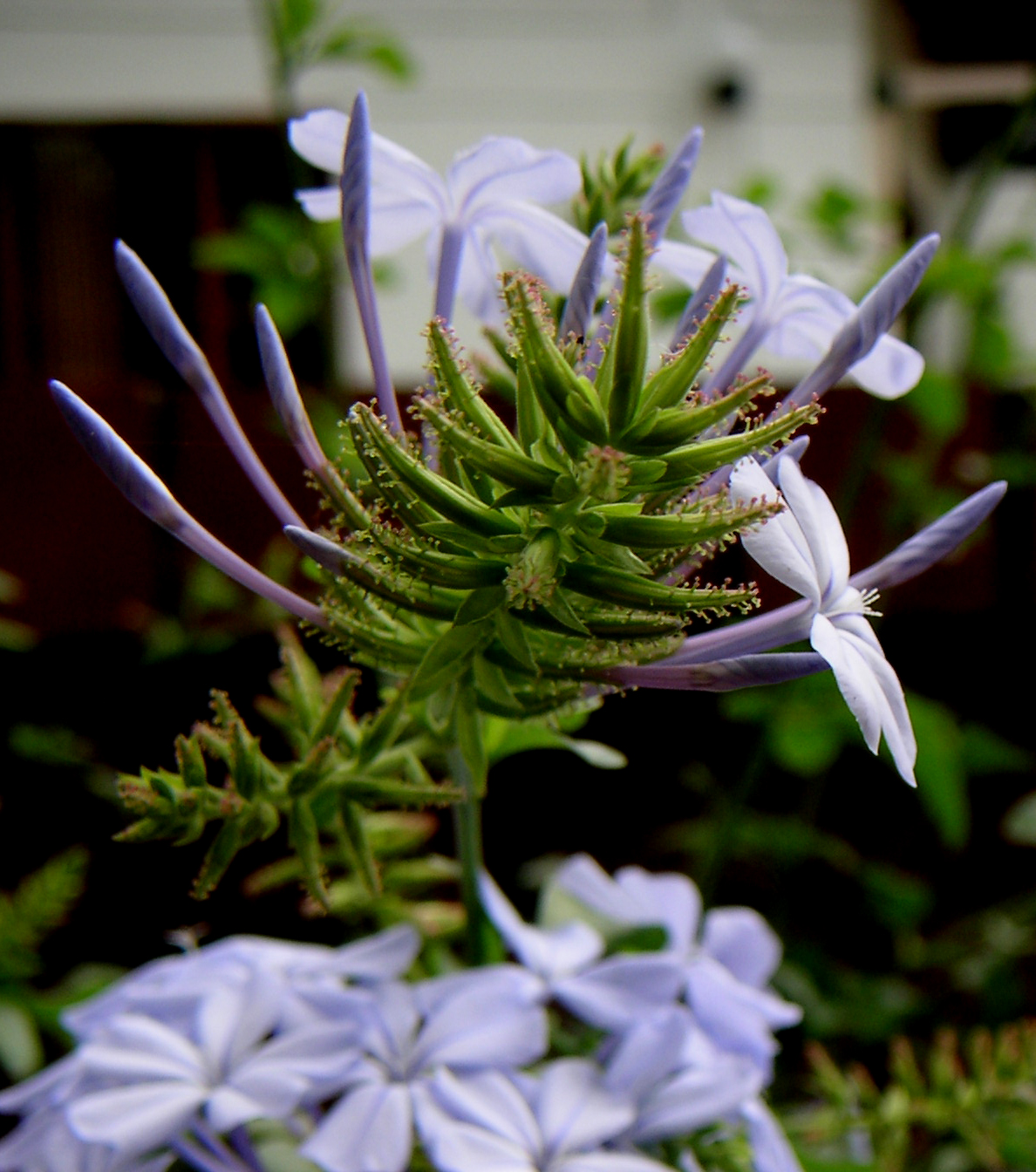
Plumbago auriculata, dévoilant d'abondants trichomes sur les calices.

L'une des idées dominantes est que la carnivorité chez les végétaux n'est pas dichotomique ("soit blanc, soit noir"), mais plus à un gradient allant du strictement non-carnivore (comme chez une rose, par exemple), jusqu'aux plantes carnivores au sens strict, aux mécanismes de captures actifs (comme la Dionée ou l'Aldrovanda). Les plantes comprises entre ces deux extrémités peuvent être qualifiées de protocarnivores.
On a émis l'hypothèse que les plantes protocarnivores occupaient des habitats pauvres en nutriments minéraux, mais pas aussi carencés en azote et en phosphore que les habitats de véritables plantes carnivores. Certaines plantes protocarnivores présentent une évolution convergente à celle de plantes carnivores dans leurs formes, mais pas nécessairement dans leurs fonctions. Plumbago, par exemple, possède des trichomes glandulaires sur le calice qui ressemblent, structurellement parlant, aux tentacules des Droséras et Drosophyllum. Bien que disputée, la fonction du mucilage de la première espèce viserait à écarter les insectes rampants pour favoriser les pollinisateurs d'une part, afin d'augmenter la vitesse de dispersion du pollen et des graines, mais également à éviter l'attaque d'insectes rampants prédateurs. Les Droseras, par contre, attirent les insectes dans leur piège, et ce dans le but de s'en nourrir. La protocarnivorie peut également résulter d'une perte secondaire de fonctions carnivores.

## Mécanismes de capture
Il existe des similitudes entre les mécanismes de capture des plantes carnivores et protocarnivores, comme vu précédemment (avec le mucilage des Plumbago et des Drosera), plus encore si l'on se fie à la définition la plus restrictive de la carnivorité (par ex. certaines espèces d'Heliamphora seraient carnivores, d'autres protocarnivores, alors que les plantes sont presque identiques morphologiquement parlant).
Notons que certaines de ces similitudes peuvent être des homologies, c'est-à-dire qu'elles résultent d'un héritage phylogénétique commune (par ex. les pièges à urnes des genres frères Darlingtonia et Sarracenia) ou des analogies (comme les feuilles collantes des genres Ibicella et Pinguicula, indépendants évolutivement).

### Pièges adhésifs
Dr Geogre Spomer de l'université de l'Idaho a découvert l'activité protocarnivore de plusieurs espèces de plantes glandulaires, incluant Cerastium arvense, Gilia aggregata, Heuchera cylindrica, Mimulus lewisii, Penstemon attenuata, Penstemon diphyllus, Potentilla glandulosa var. intermedia, Ribes cerum, Rosa nutkana var. hispida, Rosa woodsia var. ultramontana, Solanum tuberosum, Stellaria americana, and Stellaria jamesiana. Ces espèces ont été testées positives pour une activité protéolytique, bien que l'on ne sache pas si les protéases sont produites par la plante ou par des microbes de surface. Deux autres espèces étudiées par le Dr Spomer, Geranium viscosissimum et Potentilla arguta, ont également dévoilé une activité protéolytique, mais l'expérience a été poussée jusqu'à leur proposer des protéines d'algues marquées par du Carbone 14. Les deux espèces ont dévoilé une aptitude à absorber les protéines marquées.

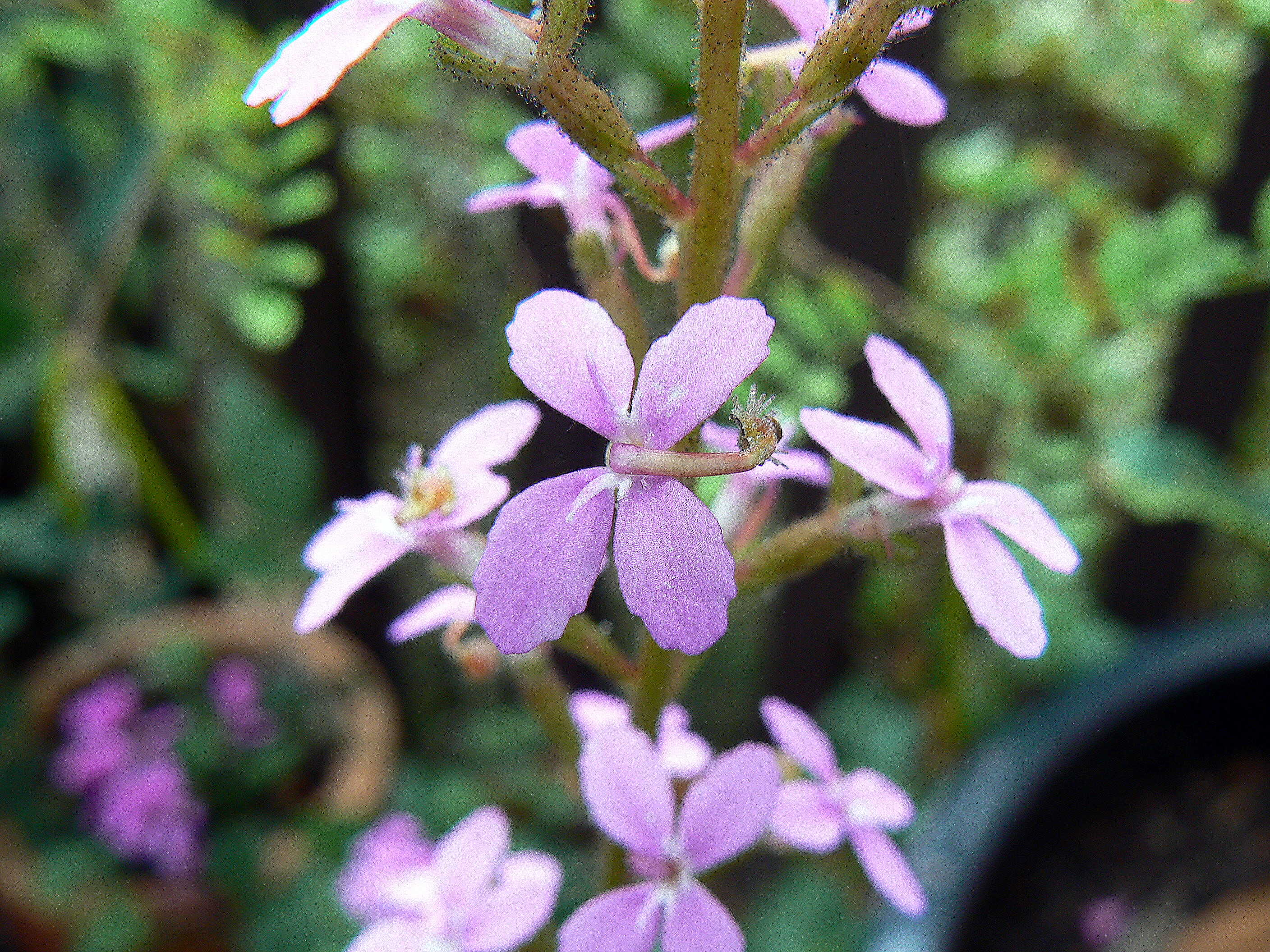
La hampe florale de Stylidium productum, munie de pièges protocarnivores.

D'autres plantes considérées comme protocarnivores ont des trichomes collants à leur surface, comme le pédoncule floral et le bourgeon des Stylidium et Plumbago, la bractées de la Passiflora foetida, et les feuilles du Plumbago. Les trichomes de Stylidium, qui apparaissent sous la fleur, sont connus depuis des siècles pour leur capacité à capturer et à tuer les petits insectes, mais l'objectif de cette opération reste ambigu. En novembre 2006, Dr Douglas Darnowski a publié un article sur la digestion active des protéines quand elles entrent en contact avec le trichome d'une espèce de Stylidium issu d'une culture de tissu végétal en condition aseptiques, prouvant que la plante, et non les microbes à sa surface, produisait des protéases. Darnowski conclut dans cet article que les espèces du genre Stylidium peuvent être qualifiées de carnivores, bien qu'il reste à démontrer l'avantage compétitif que cette adaptation implique.

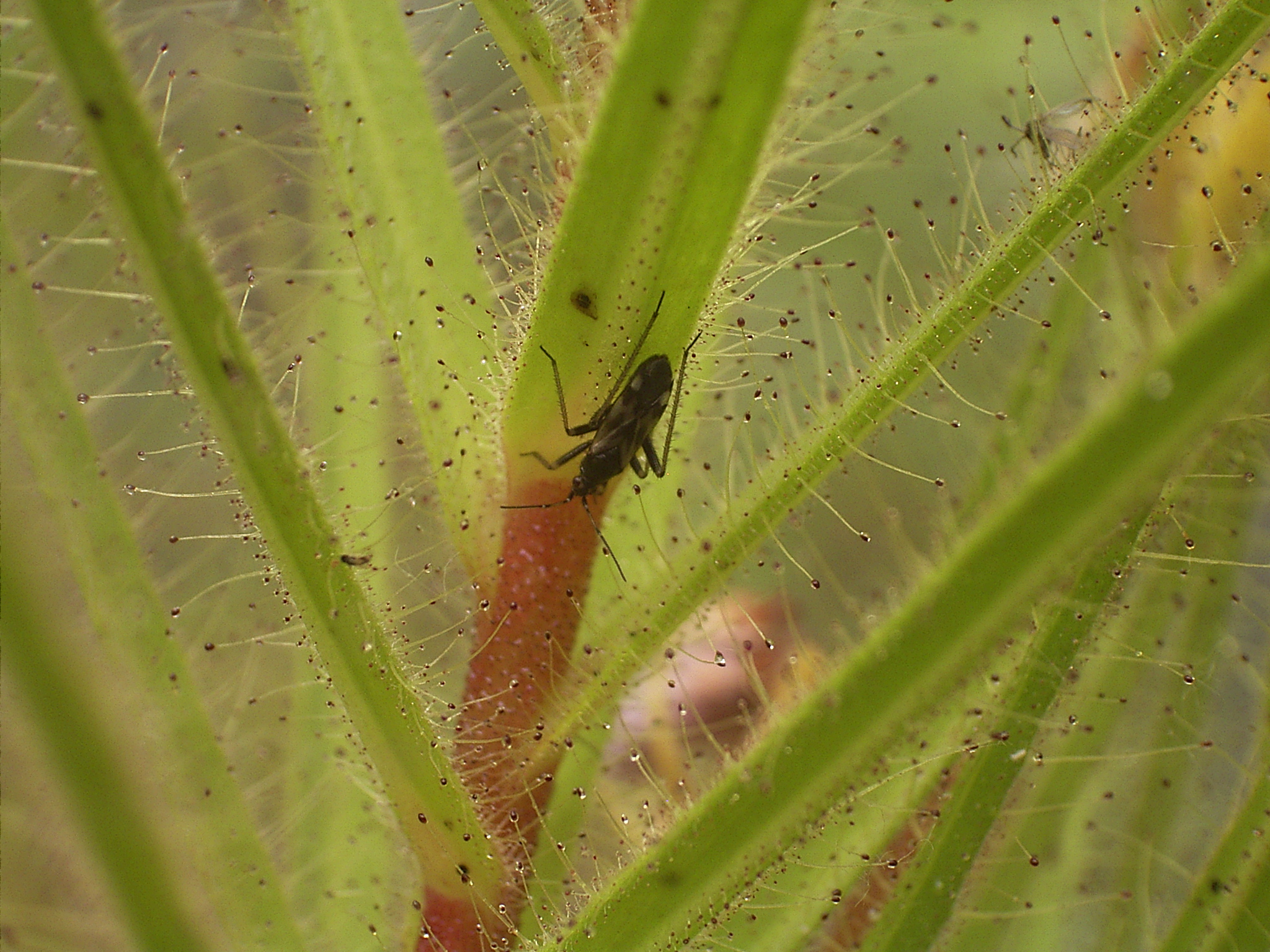
Une punaise Pameridea roridulae sur une tige de Roridula gorgonias, laquelle utilisera les excréments de cet allié.

Roridula entretient une relation encore plus complexe avec sa proie. Les plantes de ce genre produisent des feuilles collantes, recouvertes de glandes résineuses ressemblant à celles d'une Drosera. Cette résine, contrairement au mucilage, est incapable de produire des enzymes digestives. Roridula ne profite donc pas directement des insectes qu'elle capture. Elle entretient donc une symbiose mutuelle avec la punaise Pameridea roridulae, qui se nourrit de l'insecte capturé. L'arbuste profite des nutriments contenus dans les excréments de l'insecte .
De même, les bractées modifiées et collantes de la Passiflora foetida ont été étudiées pour leurs aptitudes à la carnivorité. Un article publié en 1995 dans le Journal of Biosciences a détaillé la preuve que les bractées glandulaires jouaient un rôle dans la défense de la fleur et étaient également capables de digérer les proies capturées pour en absorber les nutriments.
Ibicella lutea est un autre piège adhésif protocarnivore, qui a servi de sujet à plusieurs études. Rapidement ces études conclurent que la plante digérait les protéines qui lui étaient imposées. Des études ultérieures et plus soigneuses, testant l'activité de protéases, n'en trouvèrent pas, alors qu'il est reconnu que la plante est capable de capturer et de tuer des proies.

### Pièges en urne

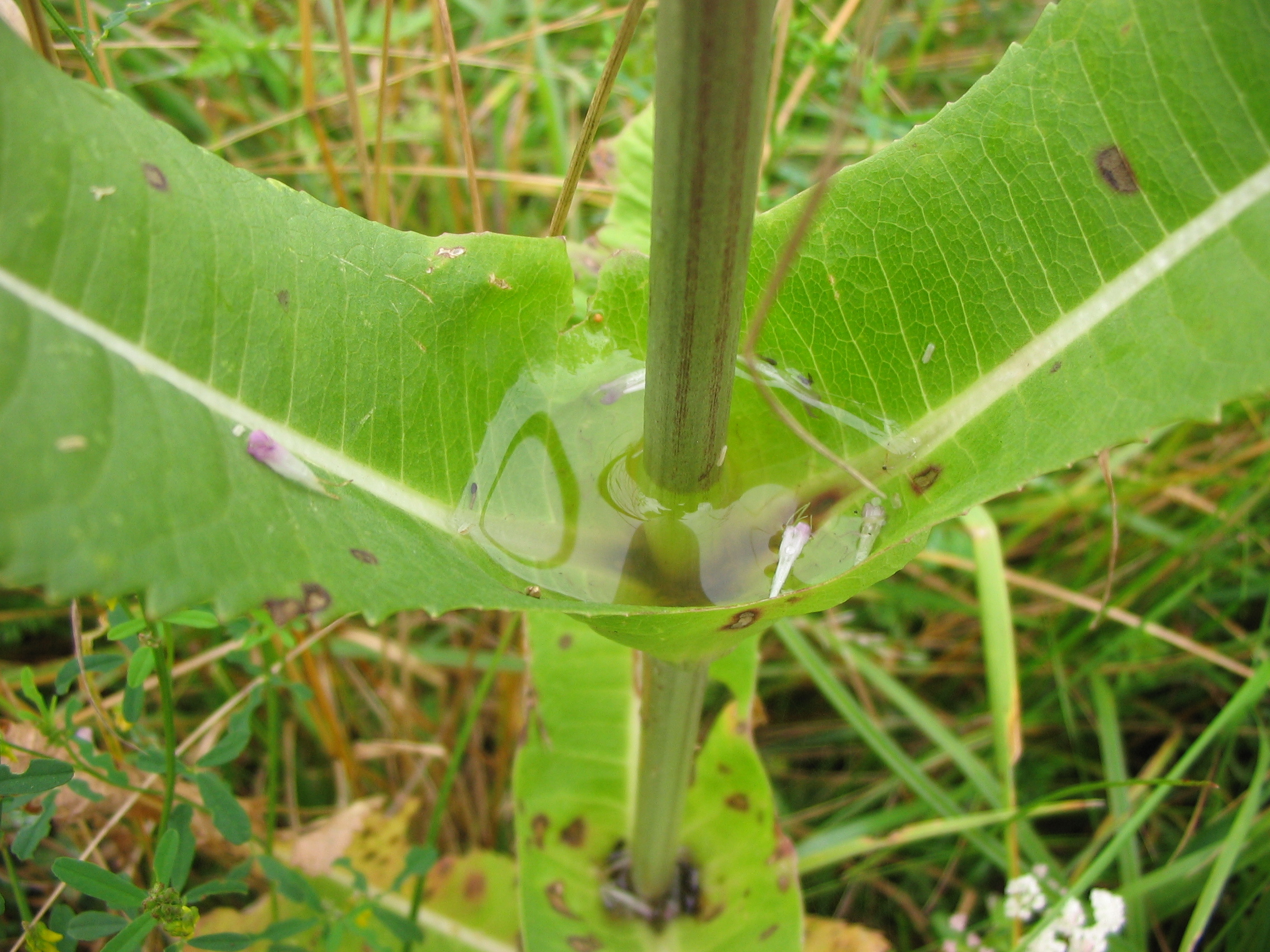
Le réservoir d'eau d'un Dipsacus fullonum, un piège en urne.

Les pièges en urnes des plantes protocarnivores sont identiques à ceux des carnivores sous plusieurs angles, excepté dans le mode de digestion de la plante. Rappelons que la définition stricte de la carnivorité végétale implique la digestion par des enzymes endogènes. Selon ce critère, beaucoup de plantes à urnes considérées comme carnivores seraient classées comme protocarnivores: Darlingtonia californica et plusieurs espèces d'Heliamphora ne produisent pas leurs propres enzymes, comptant sur une faune microbienne pour effectuer la digestion.
Un autre piège à urne, distinct de ceux des Sarraceniaceae, est celui formé par les feuilles de certaines bromeliaceae, lorsque celles-ci, réunies en rosette, collectent de l'eau et capturent des insectes. Si la Brocchinia reducta est capable de synthétiser au moins une enzyme digestive et peut donc être considérée comme carnivore au sens strict, l'épiphyte Catopsis berteroniana pourrait être considérée comme carnivore au sens large. En effet, elle est capable d'attirer et de tuer des proies, et les trichomes à la surface des feuilles peuvent absorber des nutriments. Mais aucune activité enzymatique n'a été détectée : la plante utilise une faune microbienne pour dégrader ce qu'elle capture.
Nous pourrions dire la même chose de Paepalanthus bromelioides, bien que ce soit un membre des Eriocaulaceae et non une broméliacée. Il forme également un réservoir d'eau central adapté à l'attraction d'insectes. Comme C.berteroniana, il ne produit pas d'enzymes digestives.
Un autre piège à urnes protocarnivore potentiel est le Dipsacus fullonum, dont l'hypothèse d'une carnivorité a été écartée. Une seule étude majeure a porté sur D. fullonum pour sa carnivorité, mais elle n'a démontré ni activité d'enzymes digestives ni absorption foliaire.

### Autre
Capsella bursa-pastoris, la "bourse-à-pasteur", est une autre plante dont la carnivorité est contestée. Cette plante protocarnivore au mécanisme très particulier est capable de capturer des proies à un seul moment de son cycle de vie : les graines de la plantes sont enduites d'un mucilage qui, au contact de l'eau, gonfle et prend la forme d'une substance gélatineuse. Celle-ci attire activement des proies, qu'elle tue. Une activité protéolytique et l'absorption de nutriments ont été démontrés Il ne reste plus qu'à quantifier les bénéfices de cette adaptation carnivore pour la plante.

## Perte de la carnivorité

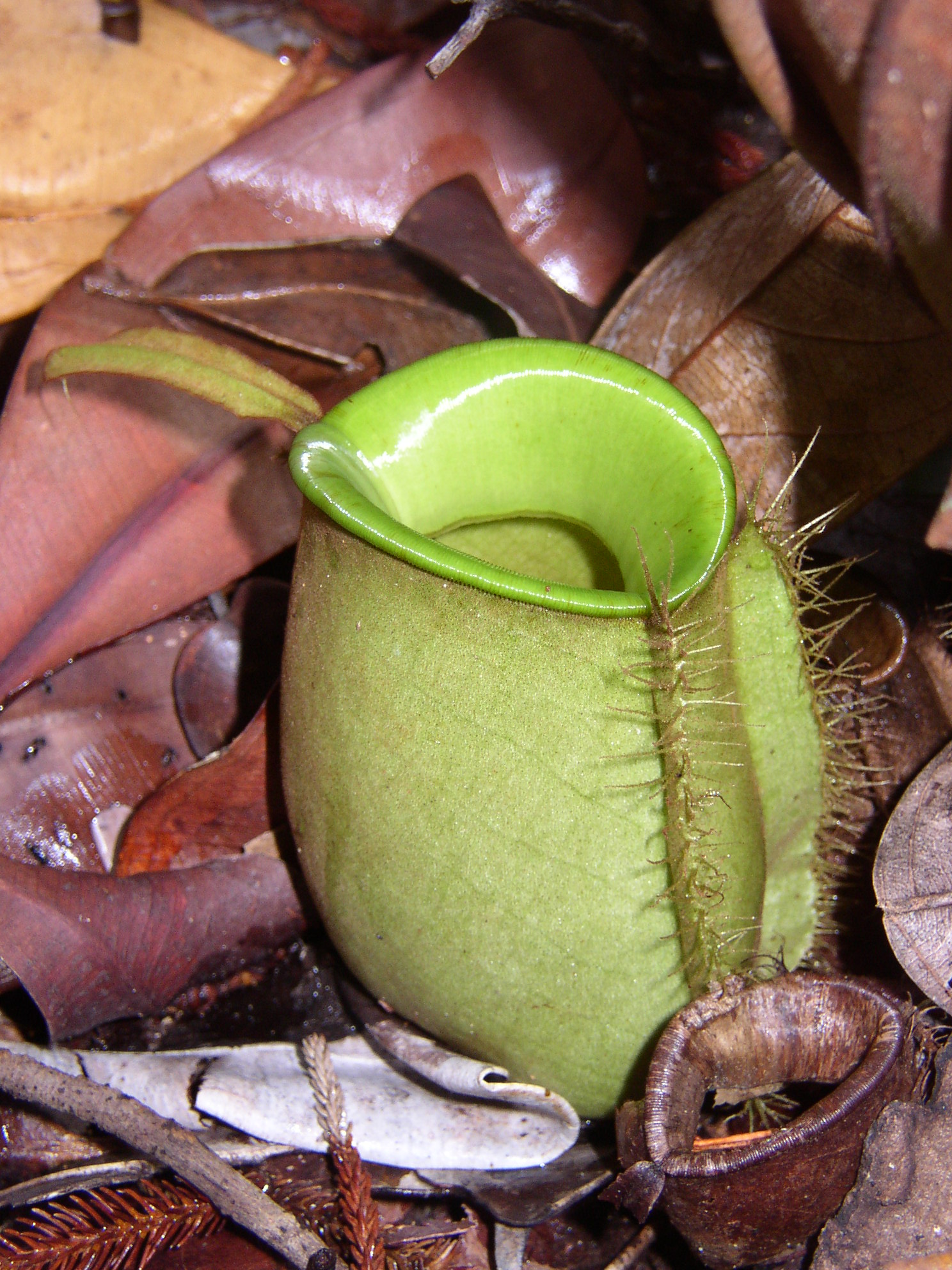
Nepenthes ampullaria s'est adaptée à la capture de feuilles mortes.

Quelques plantes qui pourraient être considérées comme protocarnivores ou paracarnivores sont celles qui avaient initialement des adaptations carnivores mais semblent avoir évolué vers une autre voie de celle de la prédation d'arthropodes, trouvant d'autres sources de nutriments. Un exemple de ce phénomène est l'urne de Nepenthes ampullaria, un Népenthès tropical. Bien qu'elle ait conservé sa capacité d'attirer, capturer et digérer des insectes, cette espèce a acquis la faculté de digérer la litière de feuilles mortes qui compte pour une bonne partie de ses ressources azotées. Ceci correspond à un régime partiellement détritivore. Cette espèce a perdu secondairement certaines des adaptations du genre Nepenthes, toutes les autres espèces du genre étant carnivores,.
Utricularia purpurea, une Utricularia, provient d'un autre genre de plantes carnivores qui a partiellement perdu ses adaptations carnivores. Cette espèce se nourrit également d'algues, de zooplancton, de débris, en faveur de l'hypothèse que les outres de U. purpurea favorisent une interaction mutuelle au lieu d'une seule relation prédateur-proie.

## Évolution
Les disciplines de l'écologie et de la biologie évolutive ont présenté plusieurs hypothèses pour répondre à l'évolution vers la carnivorité au sein du règne végétal, qui peuvent également s'appliquer aux plantes protocarnivores. Le terme "protocarnivore" lui-même suggère que ces espèces sont en train de développer leur propre carnivorité, bien que certaines puissent n'être qu'un exemple d'adaptation défensif, comme le Plumbago,. D'autres plantes carnivores, au contraire, semblent évoluer vers une perte de leur syndrome carnivore, comme N. ampullaria et U. purpurea.